# Brownseya
Brownseya, monotipski rod paprati u porodici Lycopodiaceae smješten u potporodicu Lycopodielloideae. jedina vrsta je B. serpentina, Rasprostranjena je po Australiji (Western Australia, South Australia, Queensland, Victoria, Tasmania, New South Wales)), Novoj Gvineji (Papua Nova Gvineja), Novom Zelandu (Sjeverni otok) i Novoj Kaledoniji. 
Ne podnosi konkurenciju viših biljaka. Na Novom Zelandu Brownseya serpentina (gdje je nazivaju bog clubmoss) obično se nalazi u tresetnim močvarama, gdje raste na otvorenim mjestima među mahovinama i jetrenjarkama.
Novi rod opisan je 2021.

## Sinonimi
- Pseudolycopodiella serpentina (Kunze) Holub, Folia Geobot. Phytotax. 18: 442 (1983)
- Lepidotis drummondii (Spring) Rothm., Fedde, Repert. Spec. Nov. 54. 66 (1944)
- Lycopodium carolinianum Hook.fil., Fl. New Zeal. 2, 54 (1855) (non L.)
- Lycopodium drummondii Spring, Mon. Lycop. 2, 35 (1848)
- Lycopodium serpentinum Kunze, Pl. Preiss. 2: 108 (1846)
- Lycopodiella serpentina (Kunze) B.Øllg., Opera Bot. 92: 176 (1987)